# Nintendo Space World
Unter der Nintendo Spaceworld (jap.: 任天堂スペースワールド), oftmals auch nur Space World genannt, ist eine von Nintendo in unregelmäßigen Abständen abgehaltene Messe zu verstehen. Die letzte Spaceworld wurde 2001 abgehalten und präsentierte den Game Boy Advance und den Nintendo GameCube.
Ob Nintendo in einem Jahr eine Spaceworld abhielt, entschied das Unternehmen bis Mitte Juli.
Der Veranstaltungsort war entweder in Tokio oder in Kyōto, wo sich der Firmenhauptsitz befindet.

## Höhepunkte
Höhepunkt der 1995 abgehaltenen Spaceworld war die Ankündigung des Nintendo 64. Es wurden erste Videos zu Titeln wie Super Mario 64, GoldenEye 007 und The Legend of Zelda: Ocarina of Time gezeigt.
1996, 1997, 1999, 2000 und 2001 fanden weitere Messen statt.